# Сунгайлиат
Сунгайлиат — небольшой город в Индонезии, в провинции Банка-Белитунг, в округе Банка. Город является административным центром округа. Население — 18 099 чел. (2011).

## География и климат
Сунгайлиат расположен на северо-востоке острова Банка, на берегу пролива Гаспар. Расстояние до административного центра провинции, Панкалпинанга — 32 км, до столицы страны, Джакарты, — 487 км (по прямой).
Климат в городе очень тёплый и влажный.

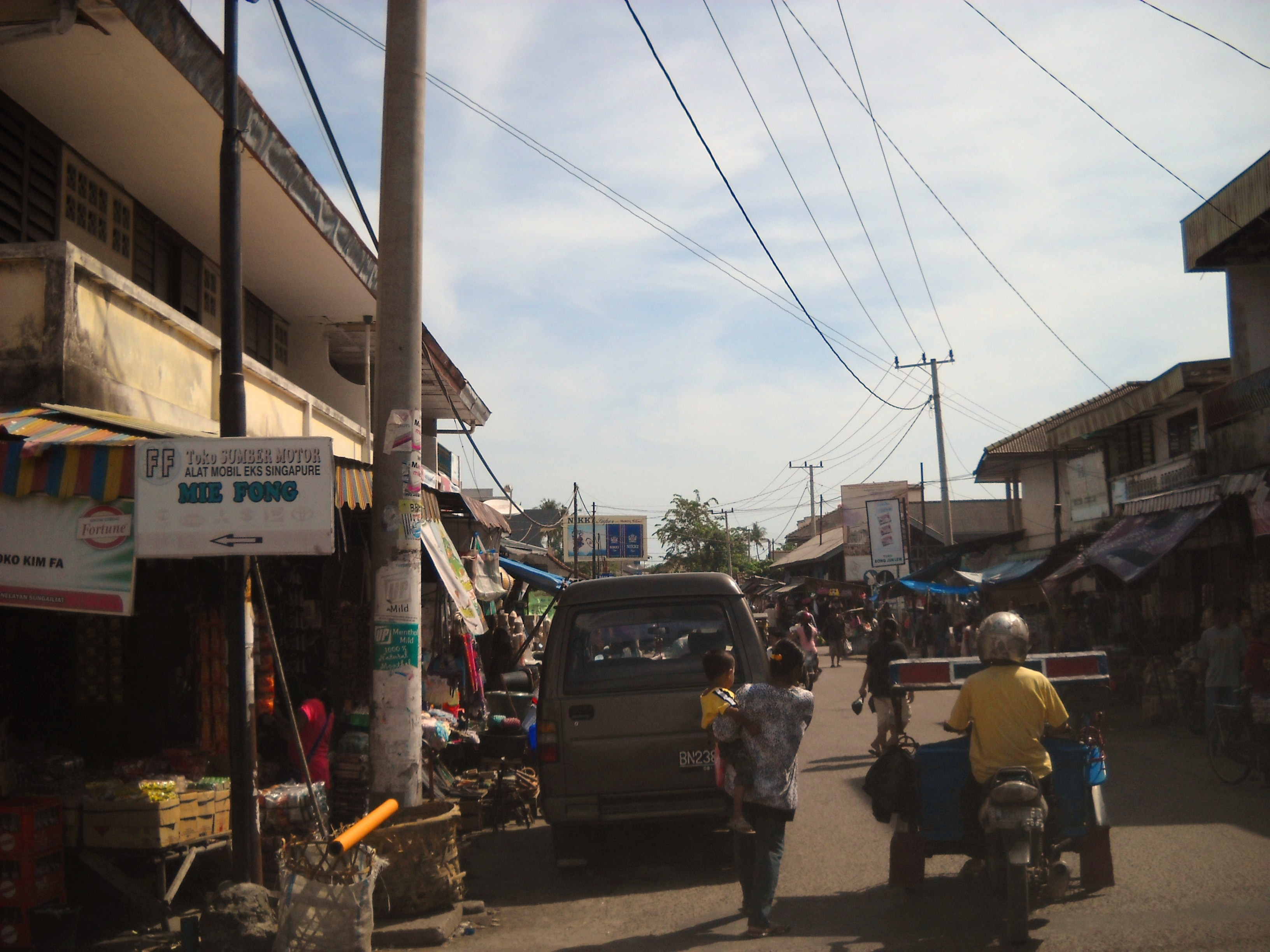
На одной из городских улиц.

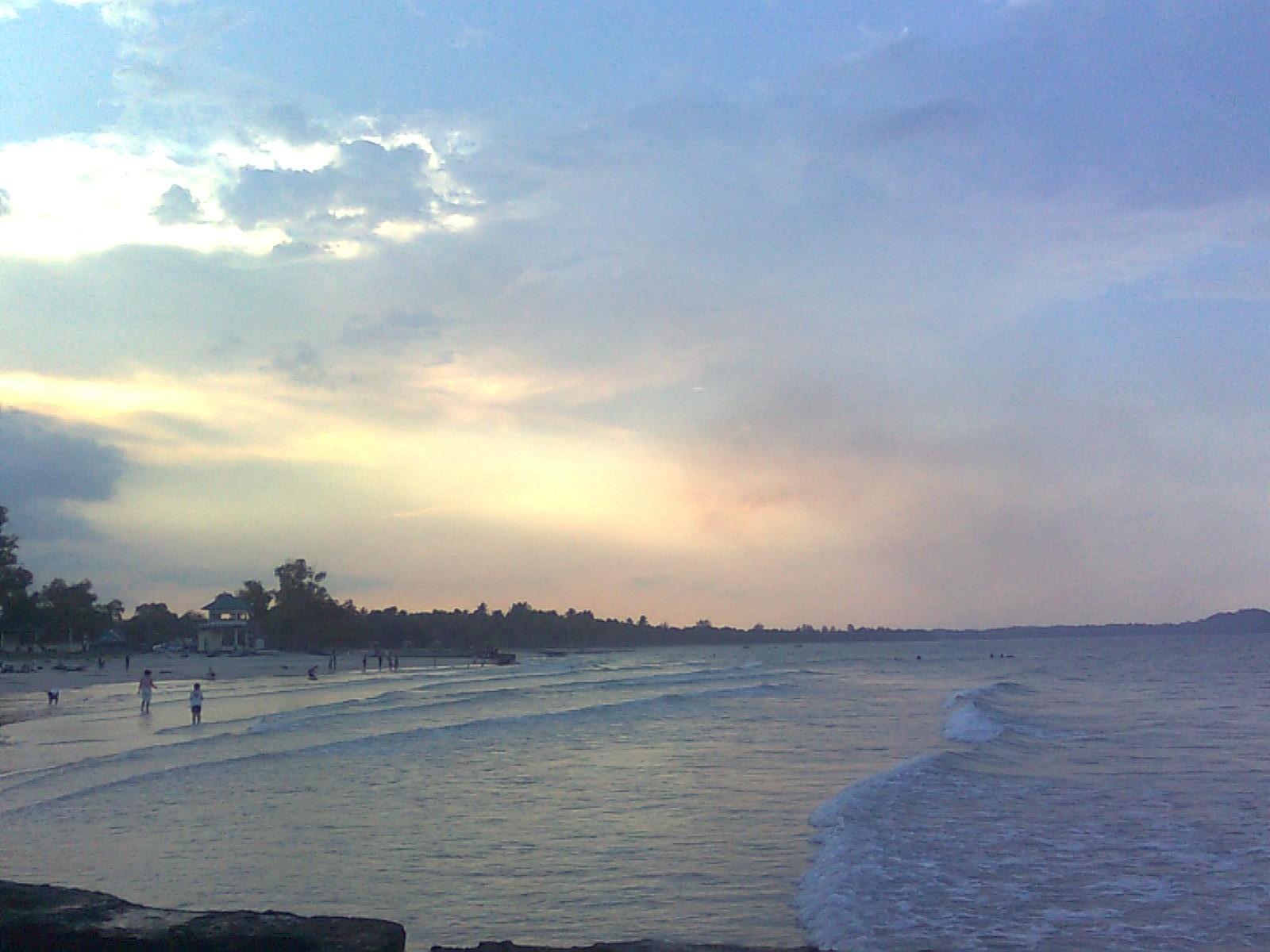
Городской пляж.

## Административное деление и население
В состав кечаматана (района), помимо самого Сунгайлиата, входит ряд населённых пунктов:
| Округ        | Мужчины | Женщины | Итого  | Площадь, км² |
| ------------ | ------- | ------- | ------ | ------------ |
| Кенанга      | 2098    | 2085    | 4183   | 26           |
| Ребо         | 2068    | 2064    | 4132   | 19           |
| Парит-Паданг | 9718    | 9484    | 19 202 | 43           |
| Срименанти   | 5257    | 5373    | 10 630 | 34,05        |
| Сунгайлиат   | 8901    | 9198    | 18 099 | 15,5         |
| Кудау        | 2534    | 2536    | 5070   | 5,75         |
| Синар-Бару   | 4949    | 4694    | 9643   | 35,33        |

Таким образом, общая численность населения Сунгайлиата в пределах административно-территориального образования (района) составляет 70 959 чел., однако население непосредственно в городской черте — 18 099 чел.